# Sannadals SK
Sannadals sportklubb (Sannadals SK) är en idrottsförening med verksamhet inom enbart handboll. Föreningen bildades den 2 mars 1944 i en lokal på Sannadalsvägen i stadsdelen Gröndal i Stockholm.
Från början hade förening enbart verksamhet inom fotboll och under perioder har det också funnits bowling och tennis på programmet. Handbollssektionen startades upp 1947 och har varit verksam sedan dess. I slutet på 1970-talet flyttade klubben in sin verksamhet i Västbergahallen, i Västberga industriområde, efter att ha varit utspridd i flera hallar. 2012 bytte klubben hemmahall till den nuvarande, Västertorpshallen.